# Erik Sandin
 (juillet 2022).
Si vous disposez d'ouvrages ou d'articles de référence ou si vous connaissez des sites web de qualité traitant du thème abordé ici, merci de compléter l'article en donnant les références utiles à sa vérifiabilité et en les liant à la section « Notes et références ».
Erik Sandin est le batteur du populaire groupe de punk rock californien NOFX. Il est surnommé "Smelly" par les autres membres du groupe car ses pets étaient nauséabonds à l'époque où il était sous acide. Ceci soutenu par une odeur des pieds assez prononcé, ce surnom le suivra pendant toute sa carrière.
Il est l'un des membres fondateurs du groupe lors de sa création en 1983 à Los Angeles. Erik a été le batteur sur tous leurs albums et EP dans lesquels il signait sous différents pseudonymes tels que "Erik Ghint" et "Erik Shun" (jeux de mots avec "arrogant" et "erection") . Cependant, il quitta le groupe pendant une très courte période, en 1986, par fierté car il voulait "faire ce qu'il veut quand il veut et prendre des vacances". Durant ces semaines sans Sandin, le groupe eut le temps d'avoir deux batteurs (Scott Sellers et Scott Aldahl). Il revint dans le groupe se rendant compte de son erreur et apprenant que le groupe n'a de nouveau plus de batteur. Selon lui, s'il n'était pas retourné dans NOFX, il aurait raté sa vie, aurait fini trafiquant de drogue et serait même probablement déjà mort. Sandin est connu pour ses rythmes de batterie extrêmement rapides et sa technique de "Double Kick" qu'il utilise au pied droit.

## Biographie
Erik Sandin possède des origines irlandaises maternelles. Il est issu d'une mère secrétaire et d'un père plombier. Il explique que durant toute son enfance, il avait peur de son père à cause de son énorme sévérité ainsi que sa grande autorité. C'est certainement pour cela que Erik va avoir de gros problèmes de confiance en lui. Il avait beau être grand, il se sentait faible et maigrichon. Il va très tôt faire le clown, vouloir tout le temps attirer l'attention sur lui, et toujours prouver aux autres et à lui-même que ça n'est pas un nul. C'est pour cela qu'au collège il va se mettre à fumer du cannabis entre les cours. Arrivé au lycée, c'est déjà un gros consommateur de LSD.
Il explique dans le livre NOFX : Baignoires, hépatites et autres histoires qu'il a toujours écouté plein de musique chez lui car son père adorait ça : des groupes comme Led Zeppelin, Cream, The Jimi Hendrix Experience, The Who, Pink Floyd ou même du Jazz et du Blues. Il a donc toujours écouté de la musique. Il explique également qu'il a toujours été attiré par "le côté obscure" : le punk, les motards, la drogue,... Il va un jour découvrir le groupe de punk The Dead Boys dans un magazine, ce qui va changer sa vie à tout jamais. C'est ainsi en étant attiré vers cette partie de la société que Erik va se faire des amis punk et découvrir ce style de musique.
Connaissant les membres du groupe de punk Caustic Cause et sachant qu'ils ont besoin d'un batteur, Smelly va s'acheter une batterie (de basse qualité, pas de pieds de  cymbales donc obligé de les accrocher avec une corde au plafond) et rejoindre les membres du groupe. Plus tard, il va rencontrer un certain Michael Burkett dans un club de Los Angeles, qui fait du skateboard et qui vient de fonder un groupe avec un certain Eric Melvin. Mike va lui proposer de venir les rejoindre. Il va accepter. NOFX est né.
En 1989, Smelly, SDF à cette époque-là, consomme pour la première fois de l'héroïne puis tombe dans l'addiction, attrape l'hépatite C et devient alors très maigre. Il explique en fait dans le livre NOFX : Baignoires, hépatites et autres histoires que c'est en traînant avec un certain Raymond (criminel évadé de prison pour meurtres, viols, braquages et ventes de drogue) qu'il s'est essayé à cette drogue. Il consommait déjà énormément d'alcool, de LSD, d'ecstasy et de nombreuses autres drogues avant cela. Cependant, en 1992, après l'enregistrement de White Trash, Two Heebs and a Bean, il subit, par le biais d'une rencontre d'un ami de El Hefe, le guitariste de NOFX, une cure de désintoxication très dure pendant un mois : il devait se lever à sept heure tous les jours, marcher plusieurs kilomètres obligatoirement, devait travailler dur sur des tas de caillasse, manger équilibré, etc. Les toxicomanes qui y étaient ne pouvaient pas s'échapper du centre car celui-ci était en plein milieu d'un désert. Selon le site Officiel de NOFX, « Il (Erik) ne mangeait même pas du poulet à la sauce au vin. Il est clair que NOFX était pour lui plus important que les drogues ». Selon Sandin, c'est un miracle qu'il soit sorti de son addiction. Erik est désormais le seul membre de NOFX à être complètement sobre. Les coulisses de leurs concerts sont d'ailleurs maintenant divisées en deux parties pour ne pas le narguer alors qu'il lutte encore contre la consommation de drogues et d'alcool : une partie festive et une partie calme.